# Gare de Saint-Pierre-de-Chignac
Gare de Saint-Pierre-de-Chignac vasútállomás Franciaországban, Saint-Pierre-de-Chignac településen.

## Vasútvonalak
Az állomást az alábbi vasútvonalak érintik:
- Coutras-Tulle-vasútvonal

## Kapcsolódó állomások
A vasútállomáshoz az alábbi állomások vannak a legközelebb:
- Gare de Niversac
- Gare de Milhac-d'Auberoche
- Gare de Thenon